# Liste der Naturdenkmale in Beselich
Die Liste der Naturdenkmale in Beselich nennt die im Gebiet der Gemeinde Beselich im Landkreis Limburg-Weilburg in Hessen gelegenen Naturdenkmale.
| Bild            | Bezeichnung        | Ortsteil, Lage                                | Beschreibung                                                                         | Art | Nr.     |
| --------------- | ------------------ | --------------------------------------------- | ------------------------------------------------------------------------------------ | --- | ------- |
| Fotos hochladen | 3 Quarzitfindlinge | Heckholzhausen 50° 29′ 36,7″ N, 8° 9′ 49,7″ O | im Gemeindewald Abt. 206, 2 Exemplare mit kegelförmiger Struktur, 1 Stein eher flach |     | 3533038 |